# Сергеев, Виктор Михайлович
Ви́ктор Миха́йлович Серге́ев (род. 22 апреля 1944, Москва) — советский и российский историк и политолог, специалист в области международных отношений, автор собственной концепции развития политической теории.
Директор Центра глобальных проблем ИМИ МГИМО МИД России. Президент Фонда европейского наследия в изучении когнитивных систем. Профессор кафедры сравнительной политологии МГИМО. Член Ассоциации политических исследований, Кантовского общества, Российской ассоциации искусственного интеллекта. Член правления Центра философии, психологии и социологии религии. Почётный профессор Лидского университета (Великобритания), редактор, член редакционных коллегий журналов «Политические исследования» и «Космополис».

## Биография
Окончил факультет электронной техники МЭИ по специальности «прикладная физическая оптика» в 1967 году, механико-математический факультет МГУ в 1970 году, аспирантуру Института высоких температур АН СССР в 1973 году, кандидат физико-математических наук (с 1974 года; диссертация «Некоторые вопросы теории переноса в сильновзаимодействующих системах»), доктор исторических наук (с 1994 года); действительный член РАЕН.
В 1975—1978 годах — старший научный сотрудник ВНИИ метрологической службы Госстандарта СССР.
В 1978—1986 годах — старший научный сотрудник Проблемной лаборатории системного анализа МГИМО (ныне — Института международных исследований МГИМО).
В 1986—1990 годах — заведующий лабораторией Института США и Канады АН СССР.
С 1990 — заместитель директора Аналитического центра по научной и промышленной политике Министерства науки и технологий РФ (до 1993 года — Аналитический центр президиума РАН).
Владеет английским, французским, испанским и итальянским языками.

## Научная деятельность
Основные направления научной деятельности: процессы принятия политических решений; политическая и религиозная культура; политический процесс; глобализация и международные исследования; когнитивные исследования.

### Основные работы
Автор научных работ, опубликованных в России и за рубежом.
- Дорфман Я. Г., Сергеев В. М. Морфогенез и скрытая смысловая структура текстов // Вопросы кибернетики. Логика рассуждений и её моделирование / ред. Поспелов Д. А. — М., 1983. — C. 137—147. — ISSN 0134-6388.
- Луков В. Б., Сергеев В. М. Опыт моделирования мышления исторических деятелей: Отто фон Бисмарк, 1866—1876 гг. // Там же. — C. 148—161.
- Паршин П. Б., Сергеев В. М. Об одном подходе к изучению средств изменения моделей мира // Принципиальные вопросы теории знаний. Труды по искусственному интеллекту. — Тарту: «Учёные записки Тартуского государственного университета». — 1984. — Вып. 688. — С. 127—143.
- Сергеев В. М. Структура политической аргументации в «Мелийском диалоге» Фукидида // Математика в изучении средневековых повествовательных источников / Клосс Б. М. (ред.). — М., 1986. — C. 49-62.
- Баранов А. Н., Сергеев В. М. Рациональность, рассуждение, коммуникация (логико-методологический анализ) // Лингво-прагматические механизмы коммуникации. — Киев: Наукова думка. — 1987. — C. 22-41.
- Сергеев В. М. Когнитивные методы в социальных исследованиях // Язык и моделирование социального взаимодействия. — М., 1987.
- Сергеев В. М. «Социальная космология» Гельдерлина // Кантовский сборник. Межвузовский тематический сборник научных трудов. — Калининград, 1987. — Вып. 12. — С. 114—120.
- Сергеев В. М. Типы концептуального осмысления политического развития // Модели диалога в системах искусственного интеллекта. Труды по искусственному интеллекту. — Тарту: «Учёные записки Тартуского государственного университета». — 1987. — Вып. 751. — С. 127—139.
- Сергеев В. М., Цымбурский В. Л. К моделированию процессов принятия решений в конфликтных ситуациях // Комплексные методы в исторических исследованиях: тезисы докладов и сообщений научного совещания. М., 1987.
- Баранов А. Н., Сергеев В. М. Когнитивные механизмы онтологизации знания в зеркале языка (к лингвистическому изучению аргументации) // Психологические проблемы познания действительности. Труды по искусственному интеллекту. — Тарту: Учёные записки Тартуского государственного университета. — 1988. — Вып. 793. — С. 21-41.
- Кокошин А. А., Кременюк В. А., Сергеев В. М. Вопросы исследования международных переговоров // Мировая экономика и международные отношения. — 1988. — № 10.
- Акимов В. П., Луков В. Б., Паршин П. Б., Сергеев В. М. Карибский кризис: опыт моделирования // США: экономика, политика, идеология. — 1989. — № 5.
- Сергеев В. М., Цымбурский В. Л. Принятие решений: когнитивная модель // Формальные и неформальные рассуждения. Труды по искусственному интеллекту. — Тарту: «Учёные записки Тартуского государственного университета». — 1989. — Вып. 840.
- Акимов В. П., Баранов А. Н., Сергеев В. М. Компьютерная модель текущего сознания в системе «Авгур» // Исследования по когнитивным аспектам языка. Труды по искусственному интеллекту. — Тарту: «Учёные записки Тартуского государственного университета». — 1990. — Вып. 903. — С. 3-19.
- Сергеев В. М., Цымбурский В. Л. Когнитивные механизмы принятия решений: модель и приложения в политологии и истории // Компьютеры и познание: очерки по когнитологии / Величковский Б. М., Зеличенко А. И. (ред.). — М., 1990.
- Сергеев В. М., Цымбурский В. Л. Решение как звено исторического процесса // Системные исследования. — М., 1991.
- Nikolai Biryukov, Victor Sergeyev. Russia’s Road to Democracy: Parliament, Communism and Traditional Culture. — Edward Elgar. — 1993. — ISBN 1852788518. — ISBN 978-1852788513.
- Yuri Kulchik, Andrey V. Fadin, Victor M. Sergeev Central Asia after the Empire // (Transnational Institute). — Pluto Press. — 1996. — 128 pages. — ISBN 0745310885 ISBN 978-0745310886
- Nikolai Biryukov, Victor Sergeyev. Russian Politics in Transition: Institutional Conflict in a Nascent Democracy // Leeds Studies in Democratization Ashgate Publishing, December 1997 ISBN 1855219751. — ISBN 978-1855219755.
- Victor M. Sergeyev The Wild East: Crime and Lawlessness in Post-Communist Russia ISBN 0765602318. — ISBN 978-0765602312
- Сергеев В. М. Демократия как переговорный процесс. М.: МОНФ. — 1999. — ISBN 978-5895541364.
- Сергеев В. М. Пределы рациональности. М.: Фазис. — 1999. — ISBN 5703600480. — ISBN 978-5703600481.
- Сергеев В. М. Государственный суверенитет и эволюция международных отношений // Космополис: альманах. 1999. С. 27-31.
- Сергеев В. М. Посткоммунизм: от метафоры к теории / ред. А. В. Загорский, М. В. Ильин, А. Ю. Мельвиль и др.; отв. ред. И. Г. Тюлин; МГИМО(У) МИД России, Центр междунар. исследований. М.: МГИМО, 1999.
- Сергеев В. М. Ворота в глобальный мир // Мегатренды мирового развития / под ред. М. В. Ильина, В. Л. Иноземцева; Центр исследований постиндустриального общества. М.: Экономика, 2001. С. 202—204.
- Сергеев В. М. Демократическое правление: деконструкция понятия // Концептуализация политики / под. ред. М. В. Ильина. М.: МОНФ, 2001. С. 41-58
- Сергеев В. М. Демократия и региональное неравенство // ПолИс. 2003. № 5. С. 6-11.
- Бирюков Н. И., Паршин П. Б., Печерская Н. В., Сергеев К. В., Калмыков К. Н., Кулюшин Н. Д., Сергеев В. М. Когнитивные модели и институциональные трансформации / под ред. В. М. Сергеева. М.: Линор, 2003.
- Бирюков Н. И., Сергеев В. М. Становление институтов представительной власти в современной России. М.: Издательский сервис, 2004.
- «Новые демократии и/или новые автократии?»: Материалы круглого стола / А. Ю. Мельвиль, В. М. Сергеев, А. И. Никитин, М. В. Ильин // ПолИс. 2004. № 1. С. 169—177.
- Сергеев В. М. «Чёрные дыры» глобализации // Космополис. 2004. № 2. С. 11-16.
- Сергеев В. М. Результаты приватизации и проблемы её политической легитимации // Политическая наука в современной России: время поиска и контуры эволюции. М.: РОССПЭН. 2004. С. 278—286.
- Сергеев В. М. Взаимодействие цивилизаций и культур в современном мире: старые проблемы, новые вызовы // Современные международные отношения и мировая политика: учебник для вузов / отв. ред. А. В. Торкунов. М.: Просвещение, 2004. С. 436—451.
- Сергеев В. М., Кузьмин А. С., Алексеенкова Е. С., Казанцев А. А. Москва и Санкт-Петербург как центры притяжения социальных сетей // ПолИс. № 3. 2007. С. 31-43.
- Сергеев В. М., Кузьмин А. С., Нечаев В. Д., Алексеенкова Е. С. Доверие и пространственное взаимодействие социальных сетей // ПолИс. № 2. 2007. С. 8-17.
- Сергеев В. М. «Хора» московских «ворот» и сценарии её развития // ПолИс. 2007. № 3. С. 44-62.
- Сергеев В. М. Инновации как политическая проблема // Полития. Анализ. Хроника. Прогноз. 2008. № 1. С. 114—125.
- Алексеенкова Е. С., Сергеев В. М. Тёмный колодец власти (о границе между приватной сферой государства и приватной сферой личности) // ПолИс. 2008. № 3. С. 148—165.
- Алексеенкова Е. С., Коктыш К. Е., Кузьмин А. С., Сергеев В. М., Сергеев К. В., при участии Н. И. Бирюкова. Пролегомены к антропологии кризиса нашего времени. М.: Редакция газеты «России», 2009.
- Казанцев А. А., Сергеев В. М., Коктыш К. Е. Сетевые аспекты проблем обучения в социальных науках. М.: Проспект, 2010.